# Ouderlijk toezicht
Ouderlijk toezicht (in het Engels parental control) zijn voorzieningen in digitale producten (zowel software als hardware) die tot doel hebben het gebruik van digitale media te begrenzen. In principe gaat het hier om kinderen niet of beperkt bloot te stellen aan de mogelijk negatieve aspecten van het gebruik van internet, mobiele telefoons, televisie en (spel)computers.

## Soorten
Er zijn grofweg vier categorieën ouderlijk toezicht te onderscheiden: 
- Inhoudsfilters: controle op de inhoud van de media, wordt geacht kinderen te vrijwaren van inhoud die niet toepasselijk wordt geacht voor zekere leeftijdsgroepen.
- Gebruiksbeperking: zet bijvoorbeeld tijdslimieten op het gebruik, beperkt het gebruik van mobiele telefoons tot enkele contacten, of voorkomt dat vreemden contact kunnen opnemen met een minderjarige.
- Computergebruiksbeheer: forceert bijvoorbeeld het doen van huiswerk als deel van het gebruik van computers door kinderen.
- Monitoring: controle op de locatie en activiteit van iemand die het betreffende digitale product gebruikt.

## Kritiek
Internet kan een riskante plaats zijn, het is vooraleerst aan de ouders om hun kinderen daarvoor te waarschuwen. Oudercontrole is controversieel. Tegenstanders menen dat kinderen ook rechten hebben, waaronder het recht op privacy, en wellicht ook het recht op vrijheid van informatie.
Er zijn nogal wat manieren om de voorzieningen te kraken en te omzeilen, ouders die deze software gebruiken gaan er veelal van uit dat zij beter weten hoe hun computer werkt dan hun kroost. Dit is in de werkelijkheid niet altijd het geval.
In veel gevallen is een voorlichting over de risico's van onjuist gebruik van het internet en digitale media veel effectiever (géén naam en adresgegevens uitwisselen met vreemden, niets doen dat je op straat ook niet zou doen) een veel effectiever middel om kinderen te beschermen tegen de risico's van het gebruik van digitale media.

## Voorbeelden
Apparatuur en software die instellingen voor ouderlijk toezicht ondersteunen zijn:

### Spelcomputers
- PlayStation 2 (alleen voor dvd's)
- PlayStation 3
- PlayStation 4
- PlayStation Portable
- Xbox
- Xbox 360
- Xbox One

- Xbox Series X/S
- Wii
- Nintendo DSi
- Nintendo 3DS
- Wii U
- Nintendo Switch

### Computerspellen
- World of Warcraft

### Besturingssystemen
- Mac OS X (10.3 en later)
- Windows Vista en later[1]
- Android
- iOS
- Mandriva Linux (via drakguard[2])

### Softwarepakketten
Er zijn meerdere softwarepakketten in omloop die vooral als inhoudsfilter werken, maar vaak ook uitgebreidere functies kennen. Enkele voorbeelden (vooral bedoeld voor de Amerikaanse markt) zijn: 
- NetNanny
- Cybersitter
- McAfee Safe Family
- Phonesheriff
- Microsoft Family Safety